# باري باتلر (لاعب كرة قدم)
باري باتلر (بالإنجليزية: Barry Butler)‏ (4 يونيو 1962 في المملكة المتحدة - 11 يونيو 2024) هو لاعب كرة قدم بريطاني في مركز الدفاع. لعب مع نادي تشستر سيتي ونادي بارو ونادي ألترينتشام وأثرتون لابورنوم روفرز ‏.